# Комунарське родовище цементної сировини
Комунарське родовище цементної сировини — найбільше в Європі. Знаходиться в Білорусі, поблизу смт Комунари Могильовської області.

## Технологія розробки
Розробляється ДП «Білоруський цементний завод». Особливістю технології розробки родовища Комунарське є селективна виїмка «низьких» і «високих» мергелей, застосування потужних драглайнів (ЭШ-6,5/45) і механічних лопат (ЭКГ-10), використання залізничного транспорту для перевезення сировини на завод, попередня екскавація сировини в штабель для зневоднення, повне або часткове водозниження в робочій зоні кар'єру.